# Захариев, Васил
Васил Захариев (болг. Васил Захариев Стоянов; 8 июня 1895, Самоков, Османская Болгария — 29 ноября 1971, София); крупный болгарский график, педагог, профессор и ректор Академии художеств Болгарии, основоположник профессиональной школы графического искусства в Болгарии.

## Биография
Васил Захариев родился 8 июня 1895 года в городе Самоков. Поступив в Софийскую Академию художеств 1911 году он, — после большого перерыва из-за участие в войнах — закончил её только в 1919 году у профессоров Цено Тодорова, Стефана Баджова (болг.) и Харалампия Тачева (болг.) .
В 1920 году в Софии прошла его первая персональная выставка, на которой были представлены работы в различных живописных и графических техниках. Именно в 20-е годы XX века художник формирует свой стиль в духе национальных традиций, но с современным отношением к мастерству и технологии. Он автор литографий, чёрно-белых и цветных гравюр на дереве, линогравюр.
С 1929 года Захариев — профессор графического и декоративно-прикладного искусства в Софийской Академии художеств, а в течение четырёх лет (1939—1943) был её ректором.
Работал в области графического дизайна, книжной иллюстрации. Создавал почтовые марки, банкноты. Занимался прикладной графикой — экслибрисами, художественными адресами, штампами. Его произведения хранятся в болгарских и зарубежных галереях, таких, например, как галерея современного искусства в Венеции (итал. Galleria internazionale d'arte moderna (Venezia)).
Помимо прочего, Захариев внёс существенный вклад в организацию музея в его родном городе Самоков .
Васил Захариев умер 29 ноября 1971 года в Софии.